# Achille Papa

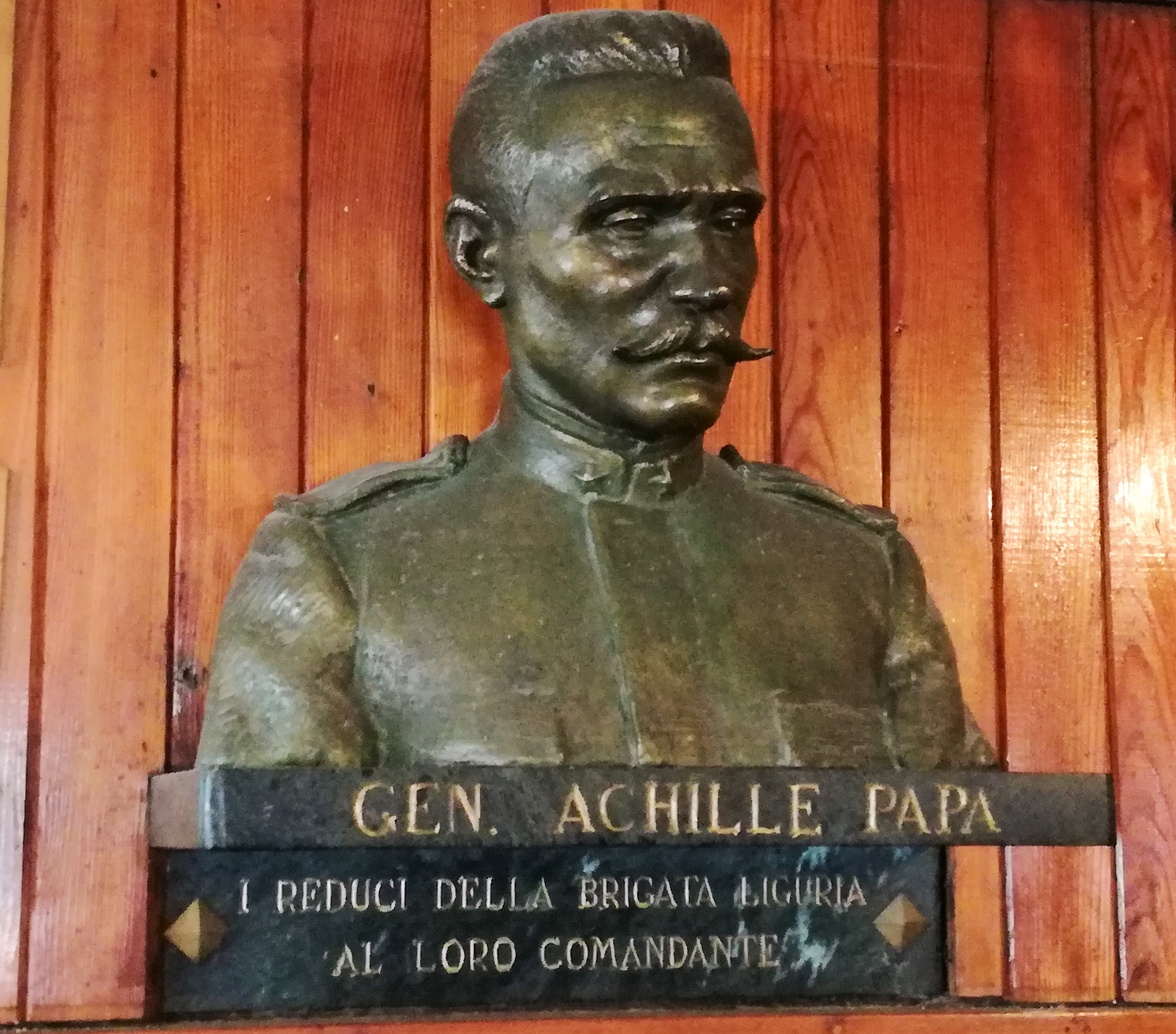
Büste von Achille Papa

Achille Papa (* 23. Februar 1863 in Desenzano del Garda, Italien; † 5. Oktober 1917 auf der Hochfläche von Bainsizza-Heiligengeist, Österreich-Ungarn) war ein italienischer General im Ersten Weltkrieg.

## Leben
Achille Papa entstammte einer kleinbürgerlichen Familie. Sein Vater Antonio war Gemischtwarenhändler und besaß ein kleines Ladengeschäft in Desenzano am Gardasee. Aus der Ehe mit Teresina Girardini gingen insgesamt neun Kinder hervor, wobei neben Achille nur zwei weitere das Erwachsenenalter erreichten. Achille besuchte zunächst die technische Schule in Brescia und anschließend das Internat Candelero in Turin, in dem er sich auf die Aufnahmeprüfung für die Militärakademie in Modena vorbereitete.
1880 wurde er in die Militärakademie aufgenommen, die er zwei Jahre später abschloss. Im Rang eines Leutnants wurde er anschließend zum 47. Infanterie-Regiment abgestellt. 1895 heiratete der mittlerweile zum Hauptmann beförderte Papa, der in der Zwischenzeit mehrmals die Einheiten gewechselt hatte und bei den Alpini sowie als Generalstabsoffizier tätig gewesen war.
Im Frühjahr 1915 kurz vor dem Ersten Weltkrieg bestand er das Offiziersexamen zum Oberst und erhielt am 1. April 1915 das Kommando über das 81. Infanterie-Regiment. Mit seiner Frau unterhielt er während des Ersten Weltkrieges eine ausgiebige Briefkorrespondenz, die in den 1930er zum ersten Mal veröffentlicht wurde.

### Erster Weltkrieg
Anfang Mai 1915 erhielt Papa und sein Regiment den Marschbefehl Richtung Venetien. Bei Kriegsausbruch lag er mit seiner Einheit im Val di Zoldo in den Dolomiten etwa 6 km von der Grenze zu Österreich-Ungarn entfernt. Sein Regiment war der 17. Infanterie-Division im IX. Armeekorps unterstellt, das der 4. Armee und dem Befehl von General Luigi Nava angehörte. Von Mitte Juni 1915 bis Ende November 1915 stand Papa mit seiner Einheit im oberen Val Cordevole im Raum Livinallongo  und nahm unter anderem im Rahmen der Ersten Dolomitenoffensive an den Angriffen auf den Hexenstein und den Col di Lana teil. Bis auf kleinere Geländegewinne, so besetzte Papa die Burg Andraz unterhalb des Falzaregopass, gelang kein entscheidender Erfolg. An den Misserfolgen trugen seiner Meinung nach die unzureichenden Geländekenntnisse bei, die die höheren italienischen Kommandostellen besaßen. Er selbst nahm stets persönlich das Angriffsgelände in Augenschein oder überzeugte sich von der Stärke der eigenen Verteidigungsstellungen. Er sorgte sich aber ebenso um das Wohl seiner Untergebenen und kümmerte sich frühzeitig um die ausreichende Versorgung mit Winterbekleidung und mit Brennholz. Die vom italienischen Generalstabschef Cadorna propagierte Taktik des Frontalangriffes ohne Rücksicht auf Verluste hielt er für falsch. So kritisierte er in seiner Korrespondenz mit seiner Frau, die in diesem Stil vorgetragenen italienischen Angriffe auf den Col di Lana unter dem Befehl von Peppino Garibaldi. Der Schutz der eigenen Leute war für ihn grundlegend für den Aufbau einer Vertrauensbasis zwischen Vorgesetzten und Untergebenen. Papa setzte frühzeitig Kampfweisen des Grabenkrieges um, die erst im Laufe des Ersten Weltkrieges in der italienischen Armee allgemein üblich wurden, in dem er zum Beispiel die eigenen Gräben nur mit den nötigsten Leuten besetzte, um unnötige Verluste bei Feuerüberfällen der gegnerischen Artillerie zu vermeiden.
Ende November 1915 unterstellte man ihm das Kommando über die Brigade Liguria (157. und 158. Infanterie-Regiment), die am Oberlauf des Isonzo an den westlichen Ausläufern des Krn zwischen Tolmein und Karfreit in Stellung lag. Den Winter 1915/16 verbrachte er mit seiner Brigade am Isonzo mit Stellungsbau. Als Ortskommandant von Karfreit kümmerte er sich aber auch um zivile Angelegenheiten, des von Alten und Kindern bewohnten Ortes und richtete auch mit Hilfe von Spenden eine Kindertagesstätte mit Schule ein. Im März 1916 wurde er zum General befördert. Mit Frühlingsbeginn nahmen auch die Kampfhandlungen an der Front wieder zu. Während der Fünften Isonzoschlacht befehligte er seine am Mrzil bei Tolmein stehenden Truppen.
Am 21. Mai 1916 erhielt General Papa mit seiner Brigade den Marschbefehl für die Front auf der Hochebene der Sieben Gemeinden, auf der die österreichisch-ungarische Armee bei der wenige Tage zuvor gestarteten Frühjahrsoffensive in die venezianische Tiefebene durchzustoßen drohte. Anfang Juni besetzte er mit der Brigade Liguria südlich von Asiago bei Cesuna den Frontabschnitt zwischen Monte Zovetto und Magnaboschi. Hier wehrte er zwischen dem 15. und 16. Juni 1916 den letzten vom I. Armeekorps unter dem Befehl von General Karl von Kirchbach auf Lauterbach vorgetragenen österreichisch-ungarischen Durchbruchsversuch im Rahmen der Frühjahrsoffensive unter hohen Verlusten ab. Für diese Tat wurde Papa mit dem Ritterkreuz des Militärordens von Savoyen ausgezeichnet.
Nach einer kurzen Frontpause erhielt er am 3. Juli 1916 den Marschbefehl für den Frontabschnitt auf dem Monte Pasubio. Hier war einen Tag zuvor ein massiv vorgetragener Angriff der k.u.k. 10. Gebirgsbrigade unter Oberstbrigadier Karl Korzer und des 1. Kaiserjägerregiments mit letzten Kräften zurückgewiesen worden. Papa besetzte daraufhin mit seiner Einheit den zentralen Frontbereich von den Lorafelsen im Südwesten über die Cima Palon, dem Hauptgipfel des Pasubio, die italienische Platte bis zum Corno di Pasubio im Nordosten. Wie bereits in den Dolomiten und am Isonzo ließ er als erstes die Stellungen ausbauen und sorgte sich anschließend mit dem Bau von Seilbahnen und Wasserleitungen um die Logistik. Zu der von ihm initiierten regen Bautätigkeit auf dem Pasubio gehörte ebenso die Errichtung eines Wegenetzes und der Bau von kavernierten Unterständen und Stollen. So wurde der im Januar 1917 begonnene große Verbindungsstollen unter dem Hauptgipfel des Pasubio nach ihm benannt. Auf seine Initiative hin, errichtete man an den südöstlichen Abhängen eine Barackenstadt El Milan genannt, aus deren Ruinen in der Nachkriegszeit das Rifugio Achille Papa entstand. Papa stand fast ohne Unterbrechungen über 12 Monate auf dem Pasubio, während dieser Zeit übertrug man ihm Anfang 1917 erst das Abschnittskommando und im April 1917 den Befehl über die 44. Infanterie-Division, die er von seinem Vorgänger General Andrea Graziani übernahm. Für seine Beteiligung an den Abwehrkämpfen im Juli 1916 und für die Eroberung der Cosmagnon-Mulde im Oktober des gleichen Jahres auf dem Pasubio wurde er mit der Silbernen Tapferkeitsmedaille ausgezeichnet. Man sagte ihm nach, dass er jeden Stein auf dem Pasubio kannte.
Im August 1917 wurde die 44. Infanterie-Division unter dem Kommando von General Papa an die Isonzofront als Reserve für die Elfte Isonzoschlacht abgestellt. Mit Missfallen nahm er diese Entscheidung hin, da ihm die Aufgabe auf dem Pasubio ans Herz gewachsen war. Auf dem Weg zum Isonzo machte er noch einmal Station in Treviso bei seiner Frau und seinen drei Kindern. Am neuen Frontabschnitt angelangt, unterstand seine Division zunächst der 3. Armee unter dem Kommando des Herzogs von Aosta, bis sie schließlich der 2. Armee unter General Luigi Capello zugeteilt wurde. Mitte September 1917 befand er sich mit seiner Einheit erneut an der Front auf der Hochebene von Bainsizza-Heiligengeist südöstlich von Görz. Am 18. September befehligte er einen erfolgreichen Angriff auf die Kote 800, die nach wiederholten Angriffen und Gegenangriffen besetzt werden konnte. Die Höhe, in der Folgezeit als Kote Papa bezeichnet und heute im Italienischen unter dem Namen Monte Gomila bekannt, bildete den östlichsten Eckpunkt der italienischen Frontlinie am Isonzo. Papa ließ sie nach der Besetzung dementsprechend ausbauen und überzeugte sich selbst vom Fortschritt der Arbeiten. Am Morgen des 5. Oktober 1917 wurde er bei einem dieser Inspektionsgänge von einem österreichisch-ungarischen Scharfschützen niedergeschossen. Er erlag wenig später trotz einer eilig durchgeführten Notoperation an einem in der Nähe gelegenen Hilfsplatz. Noch auf dem Totenbett wurde ihm eine zweite Silberne Tapferkeitsmedaille für die Eroberung der Kote 800 überreicht. Posthum wurde ihm die Goldene Tapferkeitsmedaille verliehen.
Seine Gebeine befinden sich im Beinhaus von Oslavia, einem Stadtteil von Gorizia (Görz).

## Ehrungen

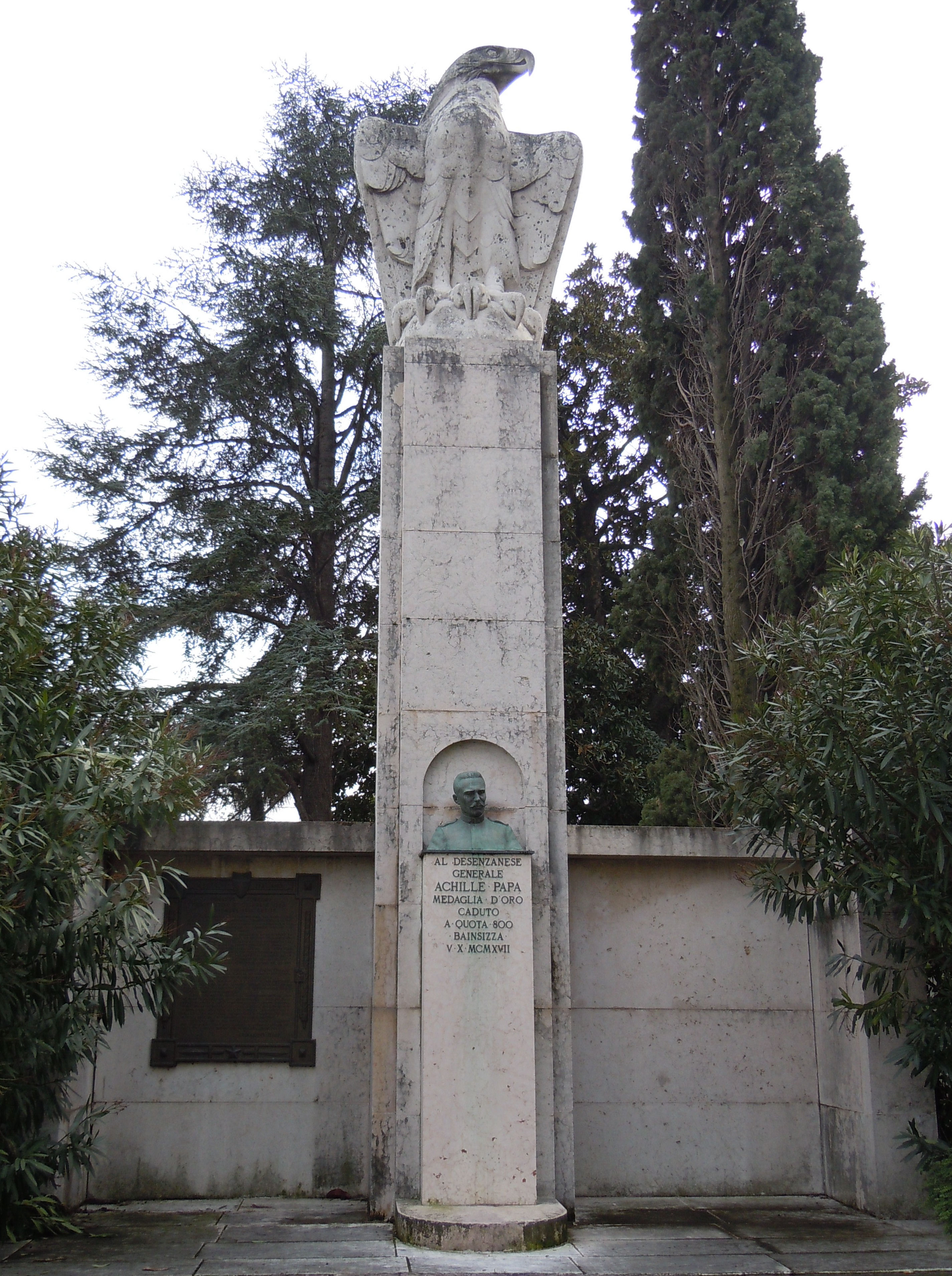
Monument für General Papa in Desenzano del Garda

In seinem Geburtsort Desenzano ist ihm an der Uferpromenade ein Denkmal gewidmet, das 1937 eingeweiht wurde. Es wurde von dem Architekten Giancarlo Maroni entworfen. Der Adler an der Spitze des Monuments war ein Geschenk von Gabriele D’Annunzio und die Bronzebüste mit dem Konterfei des Generals ist ein Werk des Bildhauers Timo Bortolotti.
Neben der Schutzhütte auf dem Pasubio ist ihm auch der 31. Tunnel der Strada delle 52 Gallerie gewidmet. 1921 wurde ein Zerstörer der Cantore-Klasse, der später als Torpedoboot umklassifiziert wurde, nach ihm benannt. Nach dem Waffenstillstand von Cassibile im September 1943 wurde die Achille Papa von der Deutschen Kriegsmarine unter der Bezeichnung SG 20 als Geleitboot genutzt und Ende April 1945 von den Deutschen versenkt.